# Sylvia Breamer
Sylvia Breamer (Sydney, Austrália, 9 de janeiro de 1903 – Nova Iorque, Estados Unidos, 7 de junho de 1943) foi uma atriz australiana da era do cinema mudo.

## Filmografia selecionada
- We Can't Have Everything (1918)
- A House Divided (1919)
- My Lady's Garter (1919)
- Flaming Youth (1923)
- Lilies of the Field (1924)
- The Woman on the Jury (1924)
- Up in Mabel's Room (1926)